# Łomianki Chopina
Łomianki Chopina [wɔˈmjaŋki xɔˈpina] est un village polonais de la gmina de Łomianki, situé dans la Powiat de Varsovie-ouest et dans la voïvodie de Mazovie, dans le centre-est de la Pologne.
Il se situe à environ 2 kilomètres au nord de Łomianki, 16 kilomètres au nord-ouest d'Ożarów Mazowiecki et 17 kilomètres au nord-ouest de Varsovie.
Le village a une population de 460 habitants en 2008.